# 維任山
維任山（英語：Mount Vision），是南極洲的山峰，位於羅斯群島的布萊克島，處於奧羅拉山西北面1.9公里，由新西蘭探險隊命名，現時由南極條約體系管理。